# Ecologia de la restauració

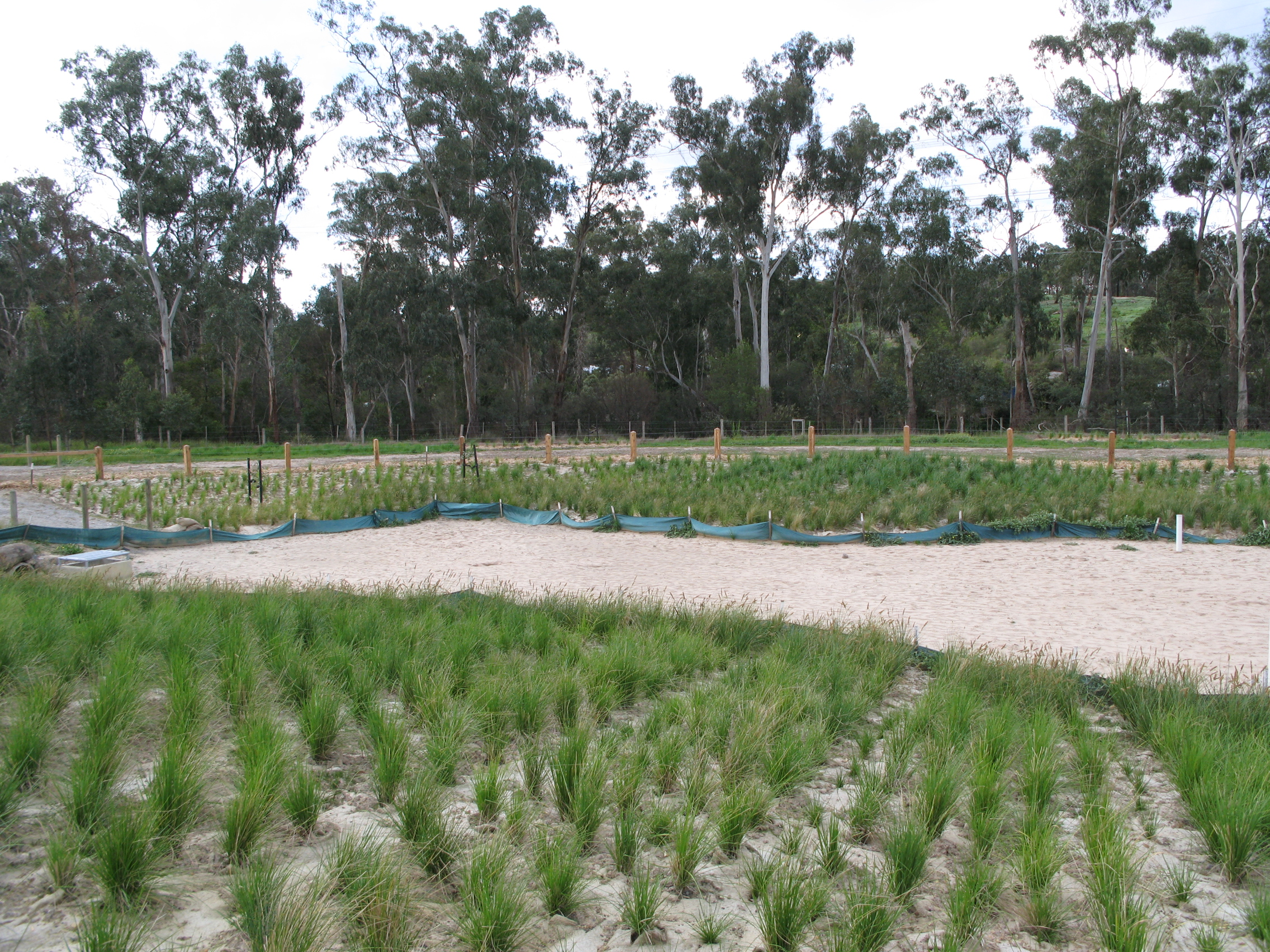
Regeneració de zones humides a Austràlia en un lloc anteriorment dedicat a l'agricultura

L'ecologia de la restauració és la branca de l'ecologia en la qual es basa la restauració ecològica, és a dir, la renovació i restauració d'ecosistemes i hàbitats degradats, danyats o destruïts al medi ambient a través d'intervencions actives pels éssers humans. Per ser eficaç, la restauració requereix un objectiu concret, preferiblement un de clar que es pugui articular, acceptar i codificar. Els objectius de la restauració reflecteixen les eleccions de la societat entre diverses prioritats polítiques, però determinar aquests objectius sol ser complicat des d'un punt de vista polític.
Els ecosistemes naturals ofereixen serveis en forma de recursos com ara menjar, combustible i fusta; la purificació de l'aire i l'aigua; la destoxicació i descomposició de residus; la regulació del clima; la regeneració de la fertilitat del sòl; i la pol·linització de conreus. S'ha calculat que aquests processos tenen un valor anual de bilions de dòlars. Hi ha un consens en la comunitat científica que s'està produint una degradació i destrucció de gran part de la vida de la Terra en una «escala catastròficament curta». Els científics calculen que la taxa d'extinció actual, és a dir, de l'extinció de l'Holocè, és entre 1.000 i 10.000 vegades superior a la normal. La pèrdua d'hàbitat és la primera causa tant de l'extinció d'espècies com del declivi en els serveis dels ecosistemes. S'han identificat dos mètodes per alentir el ritme de les extincions i el declivi en els serveis dels ecosistemes: la conservació dels hàbitats viables i la restauració dels hàbitats degradats. Les aplicacions comercials de la restauració ecològica han crescut exponencialment en els últims anys. El 2019, l'Assemblea General de les Nacions Unides declarà el 2021–2030 Dècada de les Nacions Unides per a la Restauració dels Ecosistemes.